# Середньоугринівська сільська рада
Середньоугринівська сільська рада — орган місцевого самоврядування у Калуському районі Івано-Франківської області з адміністративним центром у с. Середній Угринів.

## Загальні відомості
Водоймища на території, підпорядкованій даній раді: річки Бережничка, Солонець, Семнін.
Заклади і установи: Староугринівський ліцей І-ІІІ ступенів на 320 місць (директор — Бодик В. С.), ФАП с. Старий Угринів (Л. І. Бережницька), ФАП с. Середній Угринів (М.Паращиняк), Поштове відділення в с. Старий Угринів (Кузьмич О.В., Історико-меморіальний музей Степана Бандери (завідувач — Лесів С. В.), Комунальний заклад Угринівський музей імені родини Марчаків (в.о. директора — Тимків Н. В.), Народний Дім с. Старий Угринів (завідувачка — Федорів А. М.), Народний Дім с. Середній Угринів (завідувач — Винник І. І.), Філія-бібліотека с. Старий Угринів (Воробець Г. І.), Філія-бібліотека с. Середній Угринів (Тимків Н. В.), створено Комунальний заклад ДШНЗ дитячий садок імені В.Верховинця. Діють церковні громади УГКЦ (церква В'їзду Господа в Єрусалим, Архистратига Михаїла), УАПЦ (Архистратига Михаїла), каплички Покрови Пресвятої Богородиці, Святих Петра і Павла та ін.
Громадські організації: «Бандерівське Земляцтво», «Добрий Господар».

## Історія
Середньоугринівська сільська рада вперше виникла в 1940 році. В перші роки ця територія спочатку належала до недовготривалого Новичанського району, а наприкінці 1940 року ввійшла до складу Перегінського району, з кінця 50-их років — належить до Калуського району.
Сільська рада, як і створений на початку 50-их років ХХ століття місцевий колгосп підлягали ліквідації в ході масової депортації всіх жителів 1952 року. Село мало бути повністю обезлюднене, школу було зачинено, а землі передавались сусіднім колгоспам…
Після смерті «вождя народів» вигнанці почали поступово повертатись у село. Їх не приймали, виганяли, не приписували, не давали роботи, переслідували, але вони долали все, щоб жити там, де чи збереглись, чи колись стояти рідні хати, де були могили батьків і дідів. Поряд з окремими людьми, яких оголосили ізгоями, негласно «ворожими» продовжували вважатись і загалом села. Вихідці з Угриновів принципово не могли займати керівних посад у колгоспі, центральною садибою якого стала сусідня Новиця, та навіть на побутовому рівні «бандерівці» постійно відчували дискримінацію.
Навіть, якщо щось і робилось в Угриновах комуністами, то не стільки для самих місцевих жителів, як з міркувань втілення «політики партії». Так як староугринівські діти довгий час вчились у родинній хаті Бандерів — священичій резиденції, то в селі швидкими темпами було збудовано нове приміщення школи. А для того, щоб ще більше понизити статус земляків С.Бандери, центр об'єднаної (з 1954 року спільної для обох Угриновів) сільради було перенесено У 1977 році зі Старого Угринова — у Середній Угринів (якраз у приміщення старої школи).
Практично більше ніяких інших нових об'єктів соцкультпобуту на території оголошених «неперспективними» селах радянська влада за всі подальші роки будувати не мала наміру, наприкінці виконком Середньоугринівської сільської ради був розташований у приміщенні збудованого в перші роки Незалежності України Народного Дому с. Середній Угринів.
Сільрада ліквідована 9 серпня 2018 року шляхом приєднання до Новицької сільської ради  об'єднаної територіальної громади.

## Населені пункти
Села Старий Угринів і Середній Угринів зазнали польських, а потім радянських репресій, вже в липні 1941 року німецькими нацистами були вбиті перші жителі села — члени ОУН, а в 1944 році союзники гітлерівців — угорці, при відступі з нашого краю, зігнали на розстріл всіх тогочасних мешканців Середнього Угринова, спалили села дощенту. Тоді угринівців врятували партизани-упівці, які вступили в бій зі значно чисельнішим загоном «мадярів».
Трьома хвилями: 1940, 1947, і наймасовіше — 1950 років було депортовано в Сибір більше третини староугринівців, через рік всі середньоугринівці також були насильно виселені з рідних домівок.
Історичний максимум кількості населення сіл в першій половині ХХ ст. становив: Середній Угринів — 1467, Старий Угринів — 1390 осіб. Демографічна ситуація катастрофічно ускладнилась в ході Другої світової війни та в наступні десятиліття. На цей час Старий Угринів так і досягнув колишнього числа мешканців, а в Середньому Угринові нараховується тільки половина від колишнього населення.
Однак, наявний і вагомий потенціал для розвитку Угриновів. На території сільської ради діють садівничі товариства «Хімік» та «Будівельник», які користуються майже 90 га землі, де збудовано вже близько півсотні житлово-господарських споруд. На території Старого Угринова нараховується більше сотні нових індивідуальних забудівників.
Сільській раді підпорядковані населені пункти:
- с. Середній Угринів
- с. Старий Угринів

## Склад ради
Рада складається з 14 депутатів, в т.ч. голови постійних комісій: Мар'яна Логуш, Наталія Пантюхова, Іванна Васютяк (голова комісії), Микола Небилович, Наталія Васютяк (голова комісії), Богдана Михайлюк (секретар ради), Іван Перегіняк, Алла Федорів (голова комісії), Мар'яна Савчук (голова комісії), Мирослава Прокопів, Мар'яна Гаврилів, Ольга Юрчишин, Наталія Тимків, Іван Паращак.

### Керівний склад ради
До 1958 року існували окремо Середньоугринівська сільська рада депутатів трудящих і Староугринівська. Головами сільської ради були в Середньому Угринові: Яцишин Василь Федорович, в Старому Угринові: Романюк Яків Павлович /до 1949р./, т.в.о. Іванюк Юрко Павлович /1950/, Іванюк Микола Федорович /1951/, Яковів Івсиль Федорович /1951-1952/, Луцан Дмитро Юркович /1952-1954/, Петров Олексій Єфімович /1954-1955/, Базюк Василь Михайлович /1955-1957/, Поташник Василь Федорович /1957-1958/, Оленюк Петро Петрович /1958-59/. Після об'єднання Старого і Середнього Угриновів головами с/ради були: Феняк Григорій Михайлович, Завадецький Харитон Васильович, Оленюк Петро Петрович, Оленюк Володимир Дмитрович, Одуд Володимир Васильович. 
Сільські голови за роки НЕЗАЛЕЖНОСТІ України: Іванюк Богдан Дмитрович (1991—1994), Ковалик Іван Васильович (1994—2000).
| ПІБ                     | Основні відомості                      | Дата обрання                                   | Дата звільнення |
| ----------------------- | -------------------------------------- | ---------------------------------------------- | --------------- |
| Федорів Тарас Федорович | Сільський голова, 1975 року народження | 03.09.2000, 31.03.2002, 26.03.2006, 25.10.2015 | 01.10.2010      |
| Василів Микола Петрович | Сільський голова, 1959 року народження | 31.10.2010                                     | 31.12.2014      |

Примітка: таблиця складена за даними джерела